# Handelsakademie und Handelsschule Innsbruck
Die Bundeshandelsakademie und -schule Innsbruck (BHAK und BHAS Innsbruck) ist eine berufsbildende höhere Schule in Innsbruck. Sie ist mit etwa 1000 Schülern eine der größten Schulen der Stadt und ist unterteilt in eine fünfjährige Handelsakademie mit Maturaabschluss und eine dreijährige Handelsschule sowie eine Abendschule, in welcher sowohl der Handelsschulabschluss (6/8 Semester) als auch die Matura (10 Semester) erworben werden kann.

## Geschichte
Die Geschichte der Schule geht auf die Gründung einer Sonntagsschule mit Abendkurs im Jahre 1855 zurück, die 1862 zu einer Gremial-Handelsschule wurde. 1879 kam es zur Gründung der Handelsakademie mit einem zweijährigen Curriculums, das 1886 auf drei und 1904 auf vier Jahre ausgeweitet wurde.
Zwischen 1904 und 1906 wurde das Schulgebäude im Innsbrucker Stadtteil Saggen nach einem Entwurf von Eduard Klingler und Arthur Ringler im Stil der sogenannten „Tiroler Gotik“ erbaut und 1971–1977 nach Plänen von Ekkehard Hörmann aufgestockt und umgebaut. 1907 bzw. 1910 wurde eine zweijährige Handelsschule für Mädchen und Knaben eingerichtet, die ab 1922 gemischt geführt wurde. Am 2. März 1907 wurde die Mittelschulverbindung Rhaetia Innsbruck im MKV gegründet, deren Stammschule seit jeher die HAK Innsbruck ist.
Nach dem Anschluss Österreichs 1938 wurde die Schule in eine „Staatliche Wirtschaftsschule“ umstrukturiert, was bis zum Ende des Zweiten Weltkriegs beibehalten wurde.
Nach der Neueröffnung 1945 wurde das renovierte und erweiterte Schulgebäude 1952 mit 57 Klassen neu eingeweiht.

## Schultypen
- HAK Business (Schwerpunkt Kommunikation mit Marketing oder Finanz- und Risikomanagement)
- HAK CWS (Schwerpunkt Controlling, Wirtschaft, Steuern)
- HAK FIRI (Schwerpunkt Finanz- und Risikomanagement)
- HAK International (Fremdsprachenschwerpunkt)
- JusHAK
- HAK Multimedia (IT-Schwerpunkt)
- HAS
- Sport HAS
- HAK/HAS für Berufstätige

## Absolventen
Handelsakademie:
- Fritz Führer, Kaufmann und Politiker (Bozen) – 1920
- Otto Burtscher, Rotkreuzpräsident (Vorarlberg) – 1931
- Anton Frühauf, Juwelier – 1932
- Andi Knoll, Moderator – 1992
- Maria Schaffenrath, Politikerin (LIF) – 1971
- Peter Schröcksnadel, Präsident des ÖSV – 1959
- Ludwig Steiner, Politiker (ÖVP) – 1940
- Helmuth Vogl, Politiker (SPÖ) – 1946
- Armin Wolf, Journalist – 1985
- Florian Riedl, Politiker (ÖVP) – 1997
- Manuel Mairhofer, Schauspieler – 2005[2]

Abiturientenlehrgang:
- Christine Baur, Politikerin der Grünen – 1979
- Christine Oppitz-Plörer, Politikerin ehem. Bürgermeisterin von Innsbruck – 1988
- Georg Willi, Bürgermeister von Innsbruck – 1988